# سیارک ۲۸۷۳
سیارک ۲۸۷۳ (به انگلیسی: 2873 Binzel، نامگذاری:1982FR) دو هزار و هشتصد و هفتاد و سومین سیارک کشف شده‌است که در ۲۸ مارس ۱۹۸۲ کشف شد.
قدر مطلق سیارک برابر ۱۲٫۹۹ است.